# Aderidae
Aderidae jsou čeleď brouků, kteří se podobají mravencům. Čeleď obsahuje 1 000 druhů v 50 rodech, které jsou rozšířeny po celém světě, převážně však žijí v tropech. 
Angličtina pro ně má obecné jméno ant-like leaf beetles, což se dá přeložit jako mravencovití listoví brouci. Jak napovídá toto jméno, mnozí z dospělců jsou nalézáni pod listy stromů a keřů, zatímco larvy se vyskytují v rozkládajícím se dřevě, listové hrabance a hnízdech ostatního hmyzu.

## Taxonomie
- rod Aderus Westwood, 1829
  - druh Aderus populneus (Creutzer, 1796)
- rod Anidorus Mulsant et Rey, 1866
  - druh Anidorus lateralis (Gredler, 1866)
  - druh Anidorus nigrinus (Germar, 1831)
  - druh Anidorus sanguinolentus (von Kiesenwetter, 1861)
- rod Cnopus
  - druh Cnopus minor (Baudi, 1877)
- rod Cobososia
  - druh Cobososia angulithorax (Desbrochers des Loges, 1881)
  - druh Cobososia pallescens (Wollaston, 1854)
- rod Euglenes Westwood, 1829
  - druh Euglenes nitidifrons (Thomson, 1886)
  - druh Euglenes oculatissimus (Wollaston, 1864)
  - druh Euglenes oculatus (Panzer, 1796)
  - druh Euglenes pygmaeus (De Geer, 1774)
  - druh Euglenes serricornis Reitter, 1885
  - druh Euglenes wollastoni Israelson, 1971
- rod Otolelus
  - druh Otolelus atomus (A. Costa, 1884)
  - druh Otolelus flaveolus (Mulsant & Rey, 1866)
  - druh Otolelus neglectus (Jacquelin du Duval, 1863)
  - druh Otolelus obscurithorax (Pic, 1899)
  - druh Otolelus pruinosus (von Kiesenwetter, 1861)
  - druh Otolelus ruficollis (Rossi, 1794)
  - druh Otolelus symphoniacus Klinger, 2000
  - druh Otolelus testaceus (Kolenati, 1846)
- rod Phytobaenus R.F.Sahlberg, 1834
  - druh Phytobaenus amabilis R.F.Sahlberg, 1834
- rod Pseudanidorus
  - druh Pseudanidorus cyprius (Baudi, 1877)
  - druh Pseudanidorus laesicollis (Fairmaire, 1883)
  - druh Pseudanidorus pentatomus (Thomson, 1864)
- rod Pseudolotelus
  - druh Pseudolotelus punctatissimus (Reitter, 1885)
- rod Vanonus Casey, 1895
  - druh Vanonus brevicornis (Perris, 1869)

Další synonyma pro čeleď jsou:
- Xylophilidae Shuckard, 1840
- Euglenesidae nebo Euglenidae Seidlitz, 1875
- Hylophilidae Pic, 1900

V roce 2002 byl vydán celosvětový katalog této čeledi, předcházející vydal Maurice Pic v roce 1910.